# Lodewijk Asscher

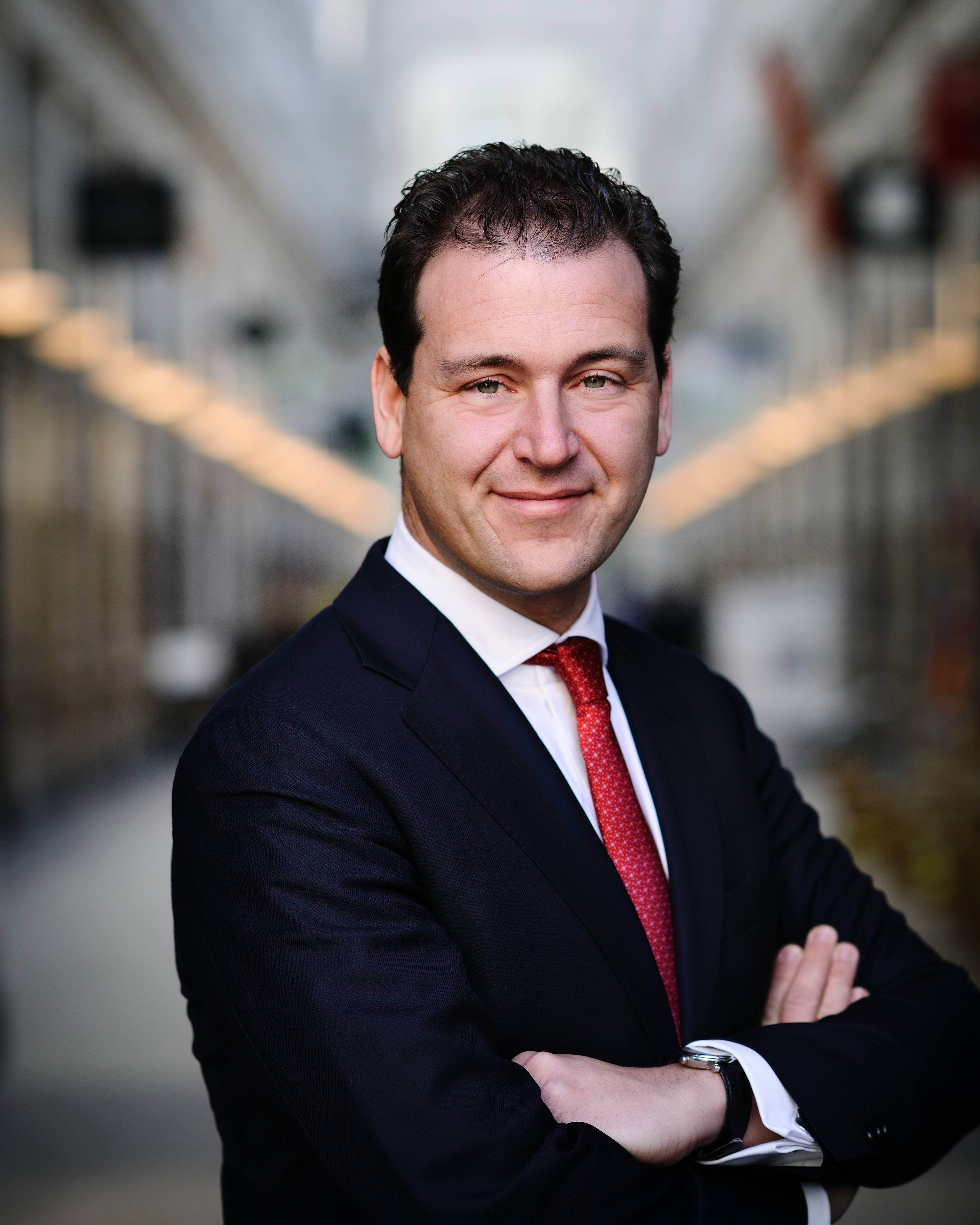
Lodewijk Asscher (2013)

Lodewijk Frans Asscher (* 27. September 1974 in Amsterdam) ist ein niederländischer Jurist und Politiker der Partij van de Arbeid (PvdA). Von November 2012 bis Oktober 2017 war er Vizepremierminister und Minister für Soziales und Arbeit im Kabinett Rutte II, von 2016 bis 2021 politischer Leiter der PvdA und von 2017 bis 2021 Fraktionsvorsitzender in der Zweiten Kammer.

## Herkunft
Lodewijk Asscher stammt väterlicherseits aus einer bekannten jüdischen Familie. Sein Urgroßvater Abraham Asscher war einer der Vorsitzenden des Judenrates Amsterdam und sein Onkel Edward Asscher ist Unternehmer (Koninklijke Asscher Diamant Maatschappij) und ehemaliges Mitglied der Ersten Kammer für die VVD. Seine Mutter, Irene Asscher-Vonk, war ebenfalls Dozentin für Rechtswissenschaft und war Mitglied des Sozialökonomischen Rates (SER); sein Onkel Hans Vonk war ein bekannter Dirigent.

## Leben
Lodewijk Asscher studierte an der Universität von Amsterdam Rechtswissenschaften und wurde dort promoviert. Bis 2006 war er an derselben Universität Dozent für IT-Recht.
Er wurde 2002 in den Gemeinderat von Amsterdam gewählt, 2004 wurde er auch Fraktionsvorsitzender. Von 2006 bis 2012 war Asscher Beigeordneter (wethouder) unter anderem für Finanzen. Wegen des vorzeitigen Wegganges von Bürgermeister Job Cohen war er von März bis Juli 2010 dreieinhalb Monate kommissarischer Bürgermeister der Hauptstadt. 
Im November 2012 wurde Asscher niederländischer Vizepremierminister sowie Minister für Soziales und Arbeit. Er bewarb sich im Oktober 2016 um die Position des Spitzenkandidaten seiner Partei für die nächste Parlamentswahl und forderte damit den bisherigen PvdA-Chef Diederik Samsom heraus. Asscher setzte sich bei der Abstimmung am 9. Dezember 2016 mit 54,5 Prozent der Stimmen durch und übernahm damit auch die Rolle des politischen Leiters der Partei. 
Bei der Parlamentswahl im März 2017 erreichte die PvdA unter Asschers Führung ihr historisch schlechtestes Ergebnis. Sie erzielte lediglich 5,7 Prozent der Stimmen und erhielt nur noch 9 Mandatssitze in der Zweiten Kammer. Nach der Wahl übernahm Asscher den Vorsitz der PvdA-Fraktion in der Zweiten Kammer der Generalstaaten. Im Januar 2021 trat er als Partei- und Fraktionschef zurück, in beiden Positionen folgte ihm Lilianne Ploumen nach. Ende März 2021 legte Asscher auch sein Abgeordnetenmandat nieder.
Nach seinem Ausscheiden aus der Politik arbeitete er als selbstständiger Berater, 2022 wurde er Partner im Organisationsbüro Van de Bunt. Lodewijk Asscher ist verheiratet und hat drei Kinder.